# Microspingus
Microspingus es un género de aves paseriformes de la familia de los tráupidos que agrupa a ocho especies nativas del centro y centro-sur de Sudamérica. A sus miembros se les conoce por el nombre común de monteritas, y también dominiquíes, entre otros. Las especies estaban antes colocadas en el género Poospiza, excepto M. trifasciatus que antes pertenecía a Hemispingus, y fueron incorporadas al presente en el año 2016.

## Taxonomía

### Descripción original
Este género fue descrito originalmente en el año 1874 por el zoólogo polaco Władysław (Ladislaus) Taczanowski, quien al mismo tiempo también describió a Microspingus trifasciatus, su especie tipo (por monotipia).

### Etimología
Etimológicamente el término genérico masculino Microspingus se construye con palabras en el idioma griego, en donde: μικρος (mikros) significa ‘pequeño’ y σπιγγος, σπιζα (spingos, spiza) es el nombre común del ‘pinzón vulgar’ (Fringilla coelebs).

### Historia taxonómica y relaciones filogenéticas
Las especies que integran el presente género fueron tradicionalmente incluidas en el género Poospiza, con excepción de la especie tipo, M. trifasciatus, que pertenecía a Hemispingus, hasta que en los años 2010, publicaciones de filogenias completas de grandes conjuntos de especies de la familia Thraupidae basadas en muestreos genéticos, permitieron comprobar que formaban un clado fuertemente soportado por los resultados encontrados, lejano al resto de las especies del género que integraban, y con M. trifasciatus profundamente embutida en este clado; para individualizarlo genéricamente, Burns et al. (2016) propusieron la resurrección del género Microspingus. Las relaciones con otros géneros son complejas, pero Microspingus está hermanado al par formado por los géneros  Urothraupis y Nephelornis, todos en una subfamilia Poospizinae. El reconocimiento del género resucitado y la inclusión de especies fue aprobado en la Propuesta N° 730.14 al Comité de Clasificación de Sudamérica (SACC).
La especie M. pectoralis es reconocida como especie separada de M. torquatus por Aves del Mundo (HBW) y Birdlife International (BLI) con base en la distancia genética entre ambas; sin embargo, este tratamiento no ha sido todavía adoptado por otras clasificaciones que continúan a tratarla como la subespecie M. torquatus pectoralis.

### Especies
Según las clasificaciones del Congreso Ornitológico Internacional (IOC) y Clements Checklist/eBird v.2019, el género agrupa a las siguientes especies con el respectivo nombre popular de acuerdo con la Sociedad Española de Ornitología (SEO):
| Imagen | Nombre científico                   | Autor                          | Nombre común           | Estado de conservación | Distribución |
| ------ | ----------------------------------- | ------------------------------ | ---------------------- | ---------------------- | ------------ |
|        | Microspingus alticola               | (Salvin, 1895)                 | monterita de Cajamarca | EN                     |              |
|        | Microspingus erythrophrys           | (P.L. Sclater, 1881)           | monterita cejirrufa    | LC                     |              |
|        | Microspingus lateralis              | (Nordmann, 1835)               | monterita culirrufa    | LC                     |              |
|        | Microspingus cabanisi               | (Bonaparte, 1851)              | monterita de Cabanis   | LC                     |              |
|        | Microspingus torquatus              | (d'Orbigny & Lafresnaye, 1837) | monterita acollarada   | LC                     |              |
|        | Microspingus (torquatus) pectoralis | (Todd, 1922)                   | monterita pectoral     | LC                     |              |
|        | Microspingus melanoleucus           | (d'Orbigny & Lafresnaye, 1837) | monterita cabecinegra  | LC                     |              |
|        | Microspingus cinereus               | (Bonaparte, 1851)              | monterita cinérea      | LC                     |              |
|        | Microspingus trifasciatus           | Taczanowski, 1874              | hemispingo trilistado  | LC                     |              |

## Características y hábitos
Sus especies poseen longitudes de entre 13 y 16 cm, con pesos de entre 8,4 y 21 g. Se alimentan de frutos, semillas, brotes tiernos y pequeños invertebrados.

## Distribución y hábitat
Las especies de este género se distribuyen en altitudes desde el nivel del mar hasta los 3600 m s. n. m. (en el caso de Microspingus trifasciatus), extendiéndose desde el centro y este de Brasil y el norte de Perú, pasando por Bolivia y Paraguay hasta el centro de Argentina. Son habitantes de variados hábitats, desde arbustales en quebradas altiplánicas y andinas hasta bosques xerófilos de tierras bajas, selvas de montaña o de tierras bajas, bosques en galería en áreas pantanosas, etc.